# Edyta Herbuś

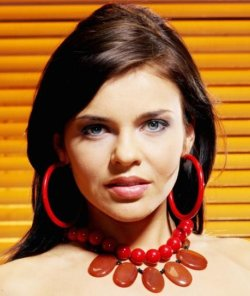
Edyta Herbuś (2008)

Edyta Herbuś (* 26. Februar 1981 in Kielce, Polen) ist eine polnische Tänzerin und Schauspielerin.

## Leben
Edyta Herbuś wurde als Tochter von Zdzisław und Otylia Herbuś 1981 in Polen geboren. Sie wuchs mit ihren beiden Brüdern Michał und Rafał in Kielce auf. Im Alter von neun Jahren begann sie ihre Karriere als Tänzerin. Sie hat sich auf den lateinamerikanischen Tanz spezialisiert und war Finalistin in polnischen und europäischen Tanzwettbewerben sowie bei Weltmeisterschaften im modernen Tanz. Sie nahm mehrmals mit verschiedenen Partnern an der polnischen Ausgabe von Dancing with Stars teil. 2008 gewann sie mit dem Schauspieler Marcin Mroczek den zweiten Eurovision Dance Contest. Durch Auftritte in diversen TV-Shows, wie zum Beispiel World of Dance Polska, wurde sie einer breiten Öffentlichkeit bekannt. 2010 eröffnete sie mit dem polnischen Tänzer Tomasz Barański eine Tanzschule in Otwock.
Edyta Herbuś ist in verschiedenen Musikvideos als Tänzerin zu sehen. Daneben ist sie als Schauspielerin aktiv, zumeist in kleineren Nebenrollen.

## Filmografie
- 2004, 2007: Kryminalni (Fernsehserie, 2 Folgen)
- 2009: Zamiana
- 2007–2009: Tylko miłość (Fernsehserie, 55 Folgen)
- 2010: Nowa (Fernsehserie, Folge 1x06)
- 2011, 2018: Ojciec Mateusz (Fernsehserie, 2 Folgen)
- 2012: Na dobre i na złe (Fernsehserie, Folge 14x09)
- 2016: Bodo (Fernsehserie, 2 Folgen)
- 2016, 2019: Komisarz Alex (Fernsehserie, 2 Folgen)
- 2017: Miłość w Mieście Ogrodów
- 2017–2020: Klan (Fernsehserie, 23 Folgen)
- 2018: Ojciec Mateusz (Fernsehserie, 2 Folgen)
- 2018: 7 uczuć
- 2019: Pisarze. Serial na krótko (Fernsehserie, Folge 1x12)
- 2019–2021: Pierwsza milosc (Fernsehserie, 69 Folgen)
- 2022: Jak pokochalam gangstera
- 2022: Tatuskowie (Fernsehserie, 4 Folgen)